# Atrichopogon phrixus
Atrichopogon phrixus är en tvåvingeart som beskrevs av Meillon 1943. Atrichopogon phrixus ingår i släktet Atrichopogon och familjen svidknott. Inga underarter finns listade i Catalogue of Life.